# Clara Feinstein-Rosenberg
Clara Feinstein-Rosenberg (* 7. Mai 1915 in Rumänien; † 28. Dezember 2013 in Binningen) war eine Schweizer Juristin und Frauenrechtlerin.

## Leben
Clara Feinstein-Rosenberg wuchs in St. Gallen auf. Sie studierte an der Hochschule St. Gallen (HSG), wo sie mit einem Lizenziat (lic. oec.) abschloss, und promovierte als Juristin an der Universität Bern. Von 1939 bis 1940 arbeitete sie am Bezirksgericht Zürich, anschliessend bis 1944 als wissenschaftliche Assistentin an der Hochschule St. Gallen. Ab 1947 lebte Feinstein-Rosenberg in Basel.
Sie engagierte sich für die Gleichstellung von Frauen, insbesondere in der jüdischen Gemeinschaft und in der Schweizer Politik. Ihr Engagement in der Freiwilligenarbeit begann 1947 bei der internationalen jüdischen Ausbildungsorganisation ORT. Von 1967 bis 1980 war sie Zürcher Präsidentin des Bundes Schweizerisch Jüdischer Frauenorganisationen (BSJF) und ab 1968 im Arbeitsausschuss des Bundes Schweizer Frauenorganisationen (BSF) tätig. Sie wurde 1975 als erste Frau in den Vorstand der Israelitischen Gemeinde Basel gewählt. Von 1973 bis 1985 war Feinstein-Rosenberg Mitglied der Schweizer UNESCO-Kommission.

## Werke
- Das Ausscheiden aus Handelsgesellschaften aus wichtigem Grund. Druck F. Renggli, Eich bei Sempach 1941. (Diss. Jur. Bern).
- Festansprache der Präsidentin, Frau Dr. Clara Feinstein, zur 50-Jahr-Feier des Bundes Schweizerischer Israelitischer Frauenvereine am 23. Oktober 1974 in Basel. Bund Schweizerischer Israelitischer Frauenvereine, Basel 1974.